# Abraham Krayestein
 (octobre 2014).
Si vous disposez d'ouvrages ou d'articles de référence ou si vous connaissez des sites web de qualité traitant du thème abordé ici, merci de compléter l'article en donnant les références utiles à sa vérifiabilité et en les liant à la section « Notes et références ».
Abraham Krayestein (22 février 1793, Amsterdam - 4 août 1855, Rozendaal) est un peintre néerlandais spécialisé dans la peinture de paysage.

## Biographie
Abraham Krayestein est né le 22 février 1793 à Amsterdam aux Pays-Bas. Il est connu pour avoir été directeur de l'Académie des Beaux-Arts à Amsterdam et avoir enseigné la peinture à Barend Cornelis Koekkoek.

## Œuvre
- Plusieurs dessins d'animaux conservés au Rijksmuseum (Amsterdam)[1]